# Liu Qingyi
Liu Qingyi (n. 19 octombrie 2005, Henan, Republica Populară Chineză) este o sportivă ce a reprezentat Republica Populară Chineză, medaliată olimpică. A participat la 1 ediție a Jocurilor Olimpice (2024) în care a câștigat 1 medalie de bronz.

## Participări
Lista de mai jos prezintă principalele competiții la care a participat Liu Qingyi de-a lungul carierei.
- Breakdance la Jocurile Olimpice de vară din 2024 - B-Girls